# Малышев, Евгений Григорьевич
Евгений Григорьевич Малышев — советский хозяйственный и политический деятель.

## Биография
Родился в 1928 году. Член КПСС.
Окончил заочную ВПШ при ЦК КПСС.
В 1942—1960 гг. — электромонтер, технолог, контролёр, мастер, начальник участка, в 1960—1963 гг. — секретарь парткома завода «Подольсккабель».
В 1963—1968 гг. — председатель Подольского городского комитета народного контроля.
В 1968—1970 гг. — второй секретарь Подольского горкома КПСС.
В 1970—1975 гг. — председатель Подольского горисполкома.
В 1975—1980 гг. — начальник Управления коммунального хозяйства Мособлисполкома.
Жил в Подольске.

## Награды
- Орден Трудового Красного Знамени (1976)
- Орден Знак Почёта (трижды)